# Estación IGSS zona 6
La Estación IGSS Zona 6, es una estación del servicio de Transmetro que opera en la Ciudad de Guatemala.
Está ubicada sobre la 16 Avenida de la Zona 6 de la Ciudad de Guatemala, a varias cuadras del IGSS Zona 6, en las cercanías de la Calle Martí.
- Datos: Q21002814